# International Finance Centre
El International Finance Centre (abreviado IFC, rotulado "ifc") es un complejo de rascacielos situado en la costa del Distrito Central en Hong Kong, China.
Prominente en la isla de Hong Kong, el IFC contiene dos rascacielos: el centro comercial IFC y el Four Seasons Hotel Hong Kong, con 55 plantas. La Torre 2 es el segundo edificio más alto de Hong Kong, por detrás del International Commerce Centre en Kowloon Occidental. Es el noveno edificio más alto de China, y el decimocuarto edificio de oficinas más alto del mundo, según altura estructural. Tiene una altura similar al antiguo World Trade Center. La Estación de Hong Kong del Metro de Hong Kong está justo debajo del rascacielos.
El IFC fue construido y es propiedad de IFC Development, un consorcio de Sun Hung Kai Properties, Henderson Land y Towngas.
En 2003, Financial Times, HSBC, y Cathay Pacific colocaron un anuncio en la fachada que abarcaba más de 50 plantas, cubriendo una superficie de 19 000 m² y con una longitud de 230 metros, que le hicieron el anuncio más grande puesto en un rascacielos.

## International Finance Centre
La Torre 1 es abreviada como 1IFC y rotulada "One ifc". Del mismo modo, la Torre 2 es abreviada como 2IFC y rotulada "Two ifc".
1IFC abrió en diciembre de 1998, hacia el final de la crisis financiera asiática. Entre sus ocupantes estaban ING Bank, Sumitomo Mitsui Banking Corp, Fidelity International, la Mandatory Provident Fund Schemes Authority y el Financial Times.
La Autoridad Monetaria de Hong Kong compró 14 plantas del 2IFC; la Hong Kong Mortgage Corporation firmó un alquiler por doce años de 2 200 m²; Nomura Group acordó ocupar 6 000 m² en el 2 IFC; el Financial Times, ocupó 1 000 m² en el 1IFC. Ernst & Young ocupó seis plantas (de la 11 a la 18), o unos 17 000 m², en 2IFC, convirtiéndose en su mayor ocupante.
2IFC, que fue completado en el apogeo de la epidemia SARS, tenía inicialmente un alquiler de HK$270-HK$380 por metro cuadrado. En 2007, debido a la mejora de la economía, las oficinas de alta calidad ("Clase A") eran muy buscadas; el alquiler en marzo de 2007 era de $1 600 por metro cuadrado.
Las torres del IFC han aparecido en varias películas de Hollywood, incluidas Lara Croft Tomb Raider: La cuna de la vida, donde Lara Croft salta desde el entonces en construcción 2 International Finance Centre, aterrizando en un barco en la Bahía de Kowloon, y The Dark Knight, donde Batman salta desde 2 IFC hasta 1 IFC, donde sucede una escena de acción.

## One International Finance Centre

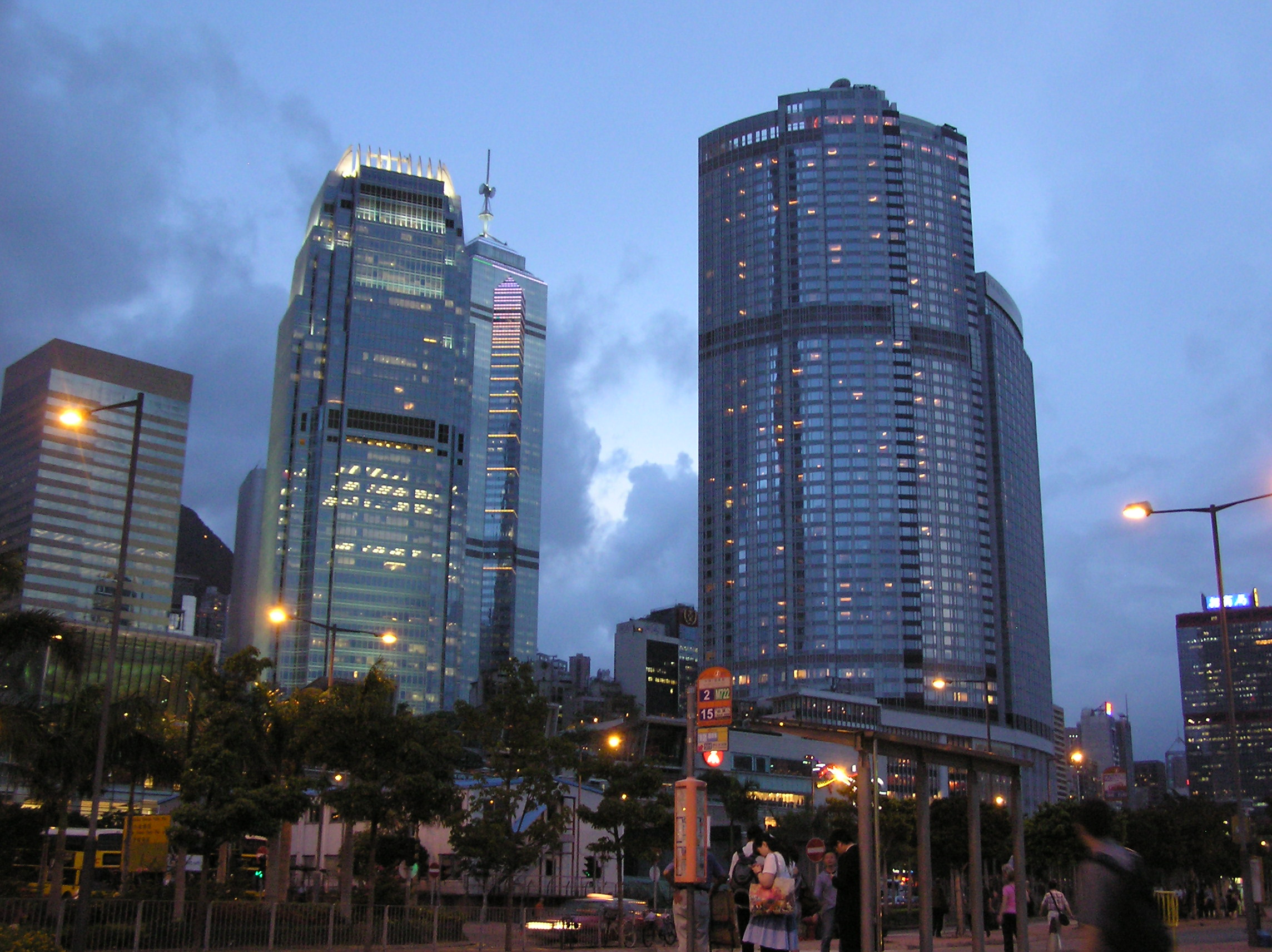
One International Finance Centre (izquierda) y Four Seasons Hotel (derecha)

One International Finance Centre fue completado en 1998 y abierto en 1999. Tiene una altura de 210 m, 39 plantas, cuatro plantas de operaciones bursátiles, 18 ascensores de pasajeros de alta velocidad divididos en 4 zonas, y contiene 72 850 m². Tiene un diseño y apariencia similar a la Goldman Sachs Tower. El edificio aloja actualmente a unas 5 000 personas.

### Ocupantes
- Bain & Company, planta 30
- Bank of Singapore, planta 35
- Fidelity International, planta 17
- Julius Baer Group, planta 37-39
- Merrill Lynch, planta 39
- Hamburg-Sud, planta 36
- Macquarie Group, planta 18-23
- Moody's, planta 25, Suite 2510
- Sumitomo Mitsui Banking Corporation, plantas 7-8
- Society for Worldwide Interbank Financial Telecommunication, planta 31
- The Executive Centre, planta 20

## Two International Finance Centre

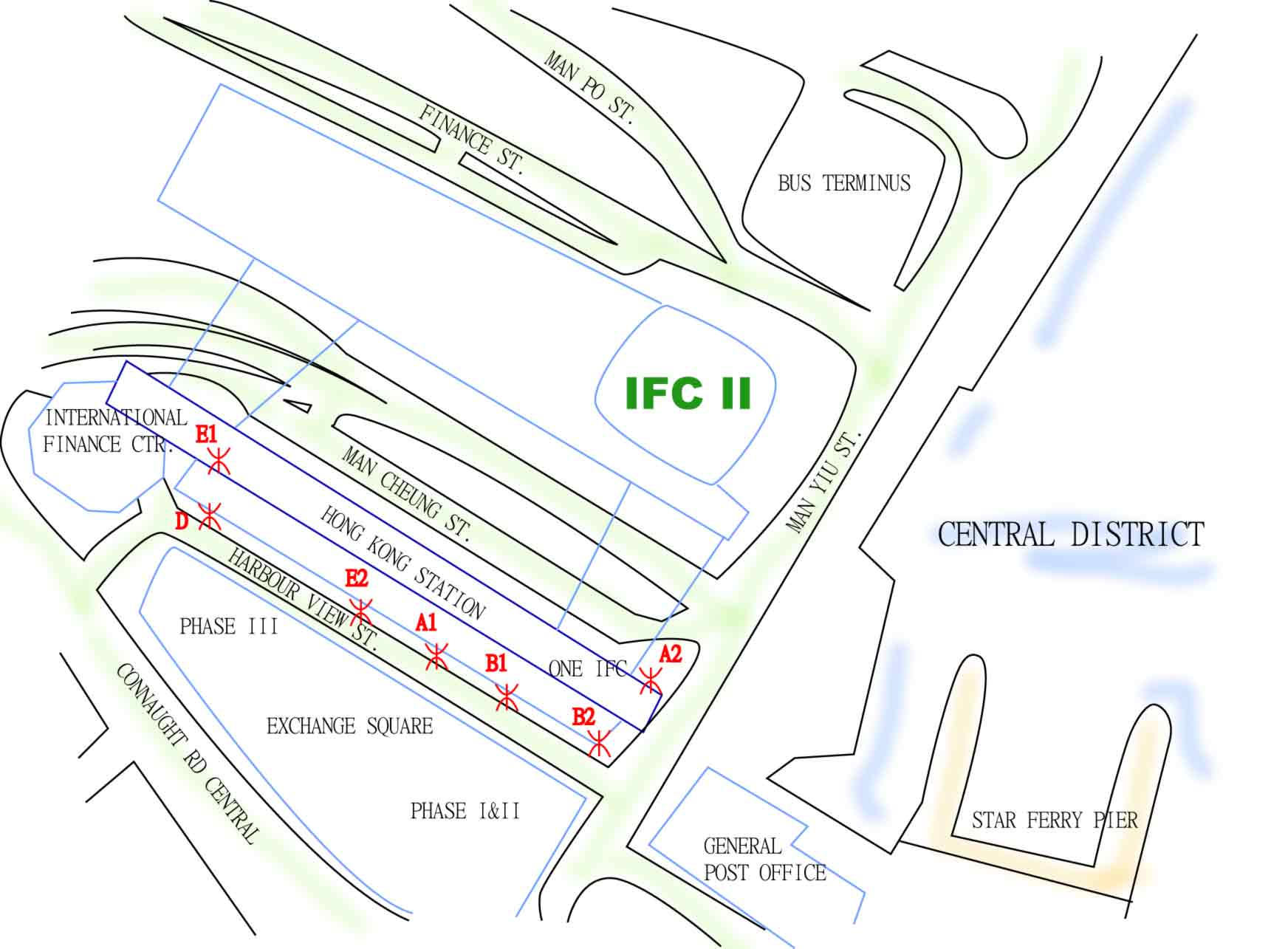
Mapa del IFC

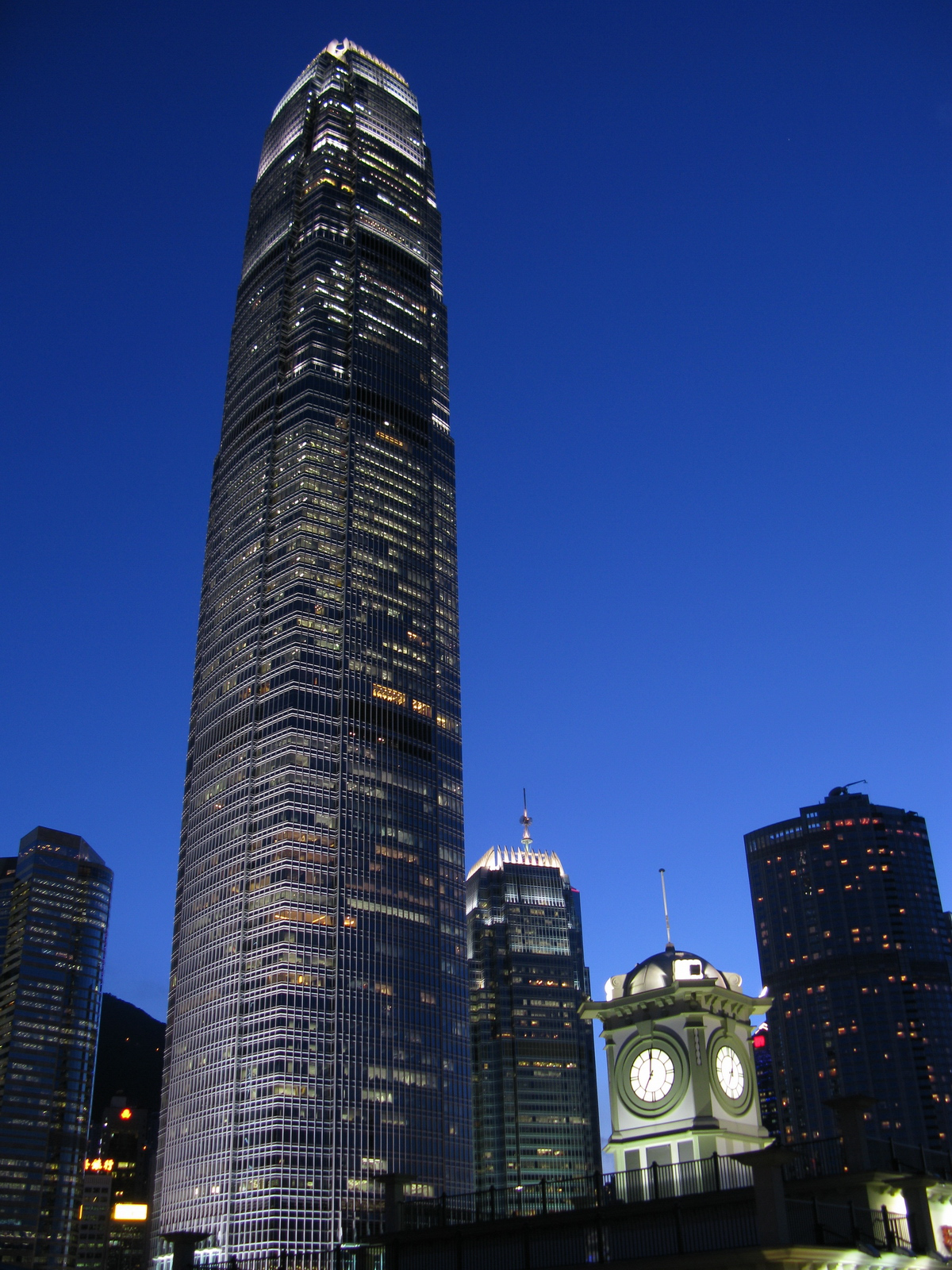
2 IFC al atardecer

Two International Finance Centre, completado en 2003, está conectado a la segunda fase del centro comercial ifc. Este rascacielos de 415 metros de altura, actualmente el segundo más alto de Hong Kong, tiene 88 plantas y 22 plantas de operaciones bursátiles, números escogidos por ser considerados altamente favorables en la cultura china. Sin embargo, su número de plantas real es inferior al número mágico 88, debido a que "plantas tabú" como la 14 y la 24 están omitidas por dar mala suerte – 14 suena como "definitivamente mortal" y 24 como "fácilmente mortal" en cantonés.
El rascacielos está diseñado para alojar instituciones financieras. Por ejemplo, la Autoridad Monetaria de Hong Kong (HKMA por sus siglas en inglés) se sitúa en la planta 55. Está equipado con telecomunicaciones avanzadas, suelos elevadas para la gestión flexible del cableado, y plantas casi sin columnas. El edificio espera alojar hasta 15 000 personas. Es uno de los relativamente pocos edificios del mundo equipados con ascensores de dos pisos.
Las plantas 55, 56, 77 y 88 fueron compradas por la HKMA por US$480 millones en 2001. La planta 55 contiene una zona de exposiciones, que contiene actualmente una exposición de la historia monetaria de Hong Kong, y una biblioteca del centro de información de la Autoridad Monetaria de Hong Kong, que está abierta al público durante las horas de trabajo.
A pesar de la práctica común de los dueños de permitir que los edificios tengan el nombre de sus ocupantes más importantes (el edificio contiene oficinas de varias empresas muy importantes) los dueños decidieron no permitir el cambio de nombre del edificio.

### Ocupantes
- Bank of America, planta 42
- Banco Bilbao Vizcaya Argentaria, plantas 10 y 43
- BNP Paribas, plantas 59 a 63
- Blackstone Group, planta 9, Suite 901
- Chinatrust, planta 28
- Commerzbank AG, Financial Times, planta 29
- General Atlantic, planta 58
- Henderson Land Development Company Limited, plantas 71 a 76
- Hong Kong Monetary Authority, plantas 55, parte de la 56, y de la 77 a la 88
(Otra parte de la planta 56 se usa como transferencia de ascensores, pero no hay ningna conexión pública para enlazar estas dos zonas de la planta 56)
- Central 18 Zone at Two IFC by MTR Corporation Limited, plantas 33 a 52
- Nomura International, plantas 22, 25 a 27 y 30 a 32
- Sidley Austin, planta 39
- Silver Lake Partners, planta 33 (También se usa para transferencia de ascensores)
- Standard Chartered Bank, plantas 12 y 15
- State Street Bank, plantas 68 a 70 (Suite 7 006 – 7 012)
- Texas Pacific Group, planta 57
- UBS AG, plantas 45 a 52
- Warburg Pincus, planta 63

## Four Seasons Hotel Hong Kong

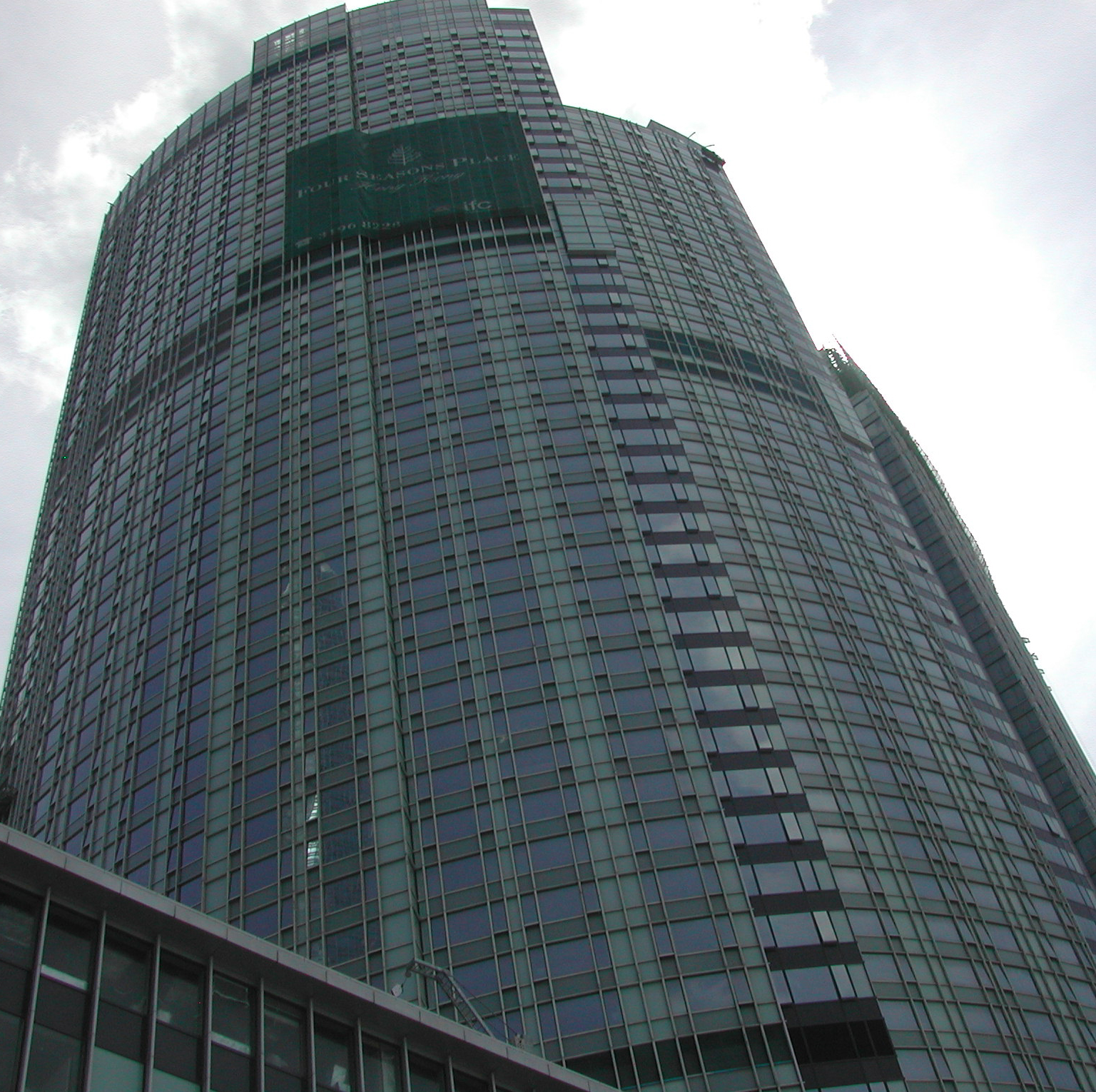
El Four Seasons Hotel

El Four Seasons Hotel es un hotel de lujo que se construyó cerca del IFC. Fue completado y abrió en octubre de 2005. El hotel, con 60 plantas y 206 metros de altura, es el único Hotel Four Seasons de Hong Kong. Tiene 399 habitaciones, y 519 residencias con servicios. Los servicios incluyen el restaurante francés Caprice y un spa.

## Galería de imágenes

### 2 International Finance Centre

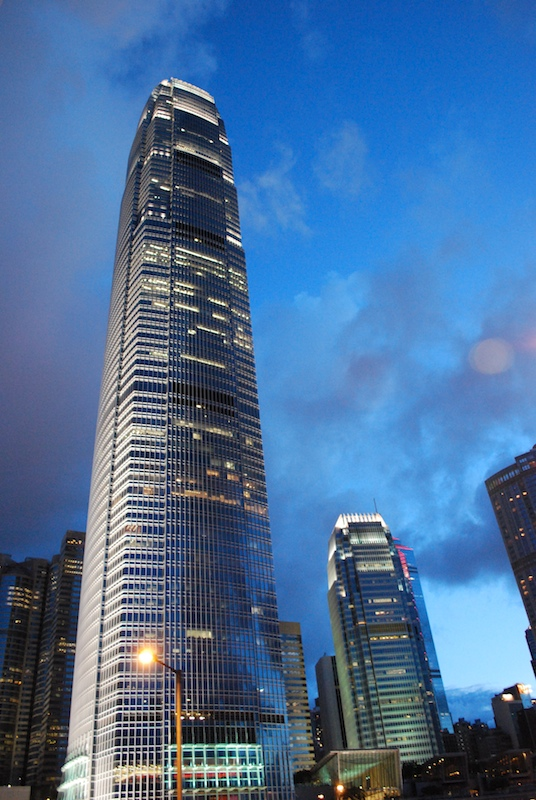
Las torres del IFC vistas desde la calle
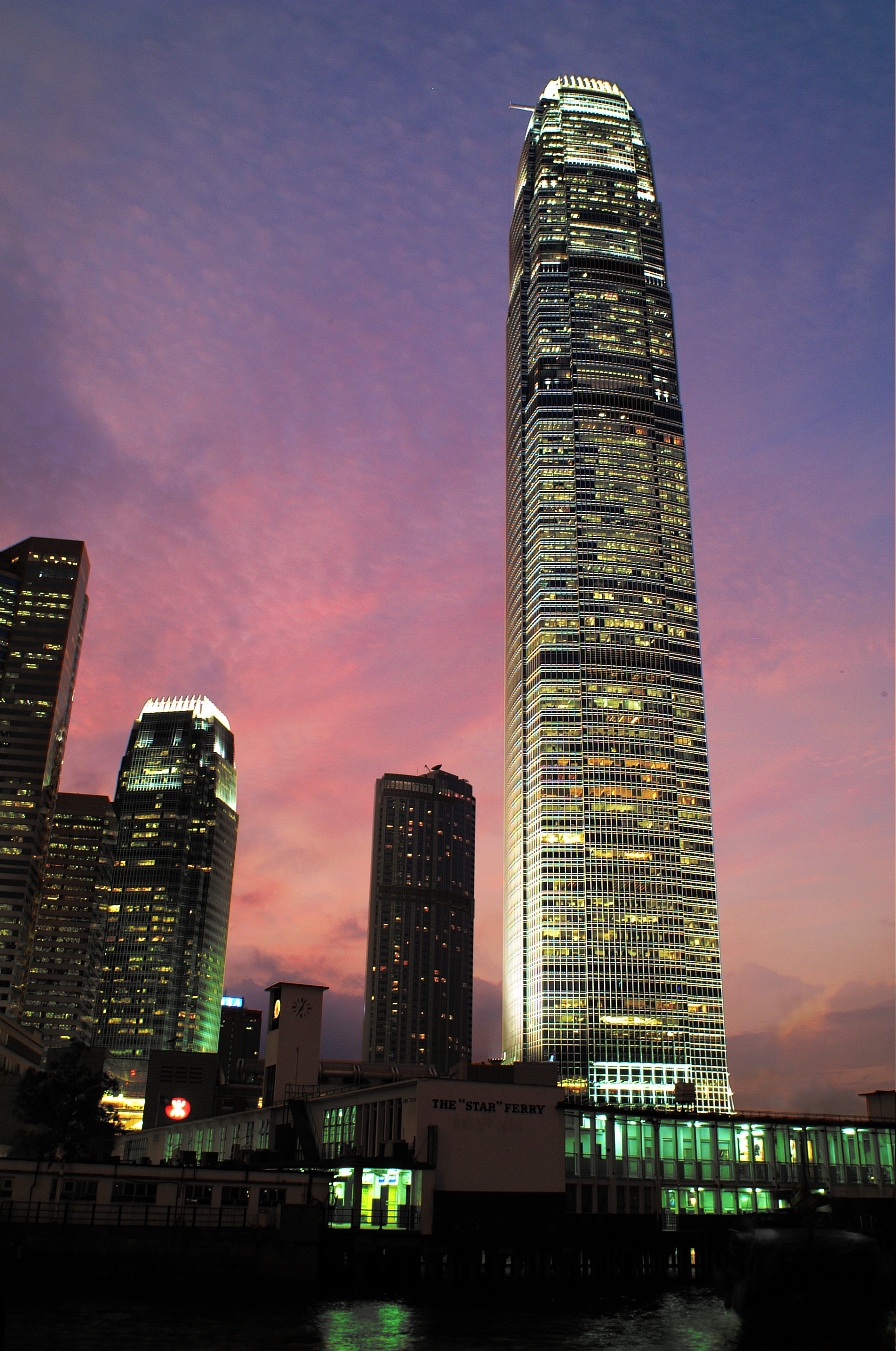
2IFC por la tarde. El Muelle del Star Ferry de tercera generación puede verse en la parte baja de la imagen
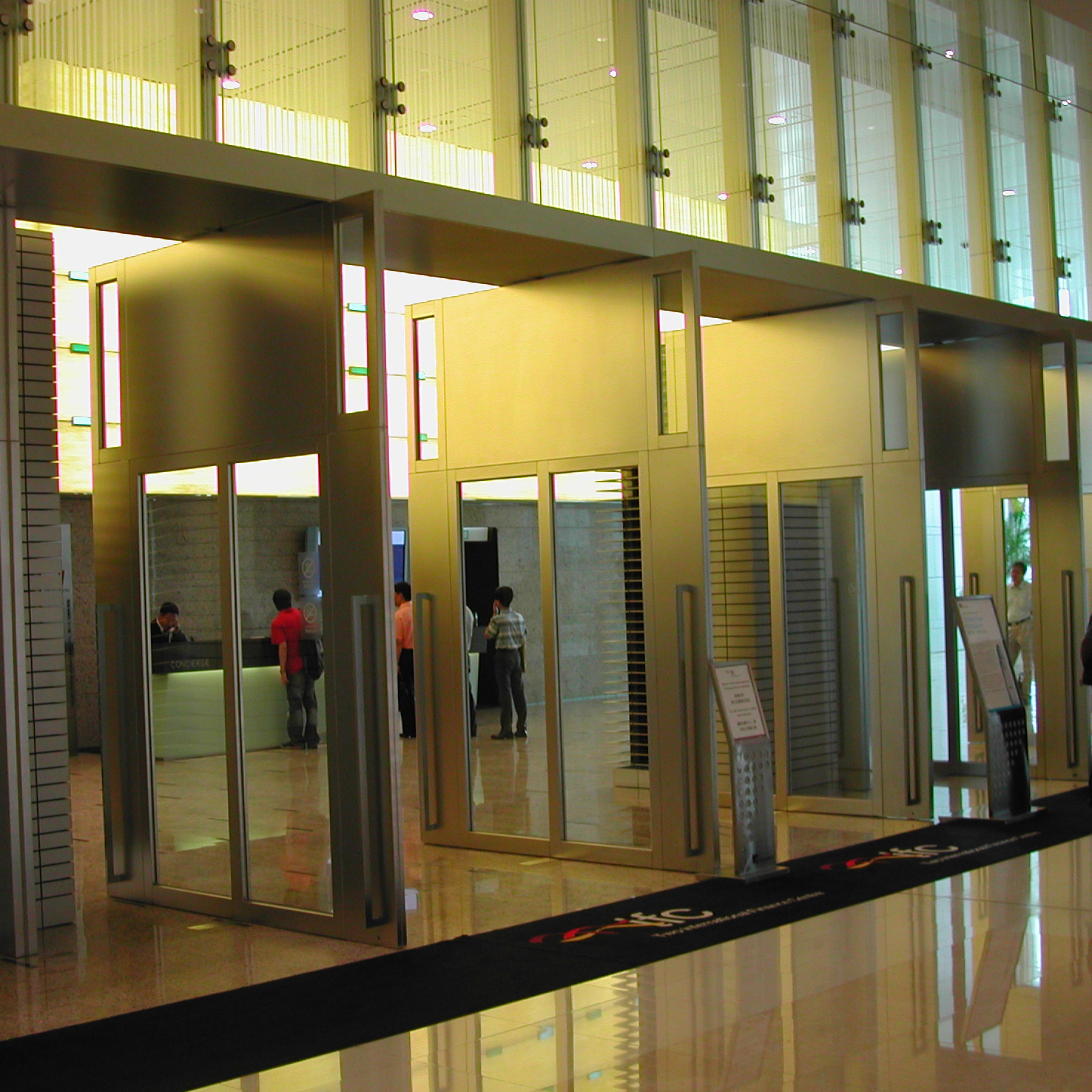
El lobby de oficinas del 2 IFC
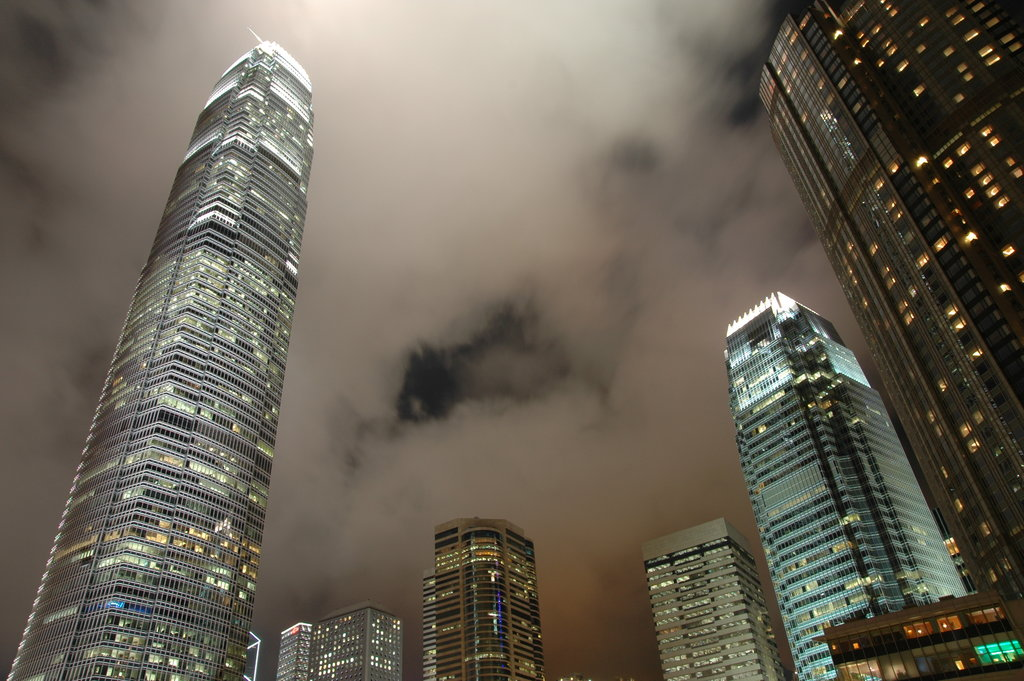
2IFC en la izquierda y 1IFC en la derecha
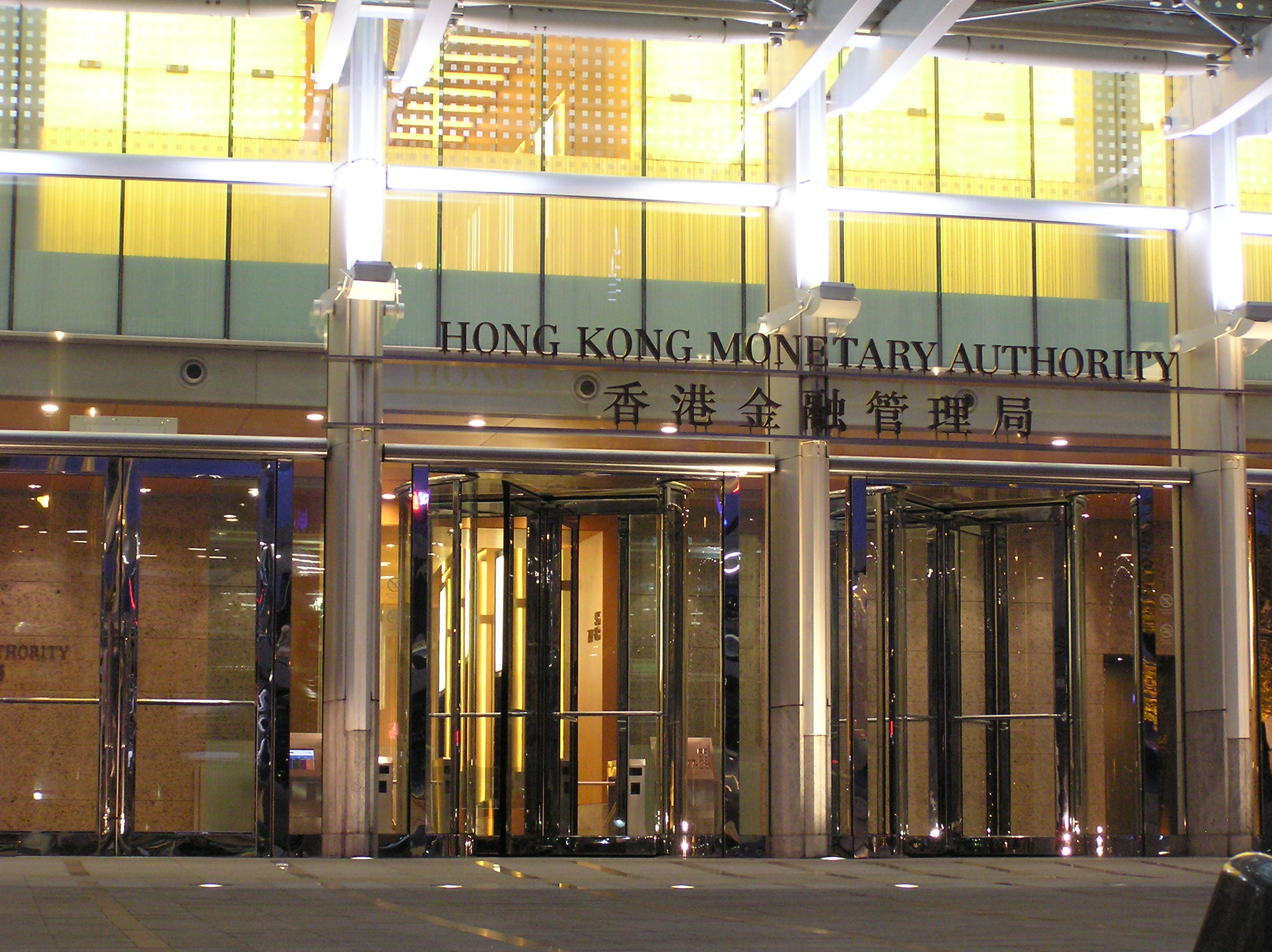
Sede de la Autoridad Monetaria de Hong Kong en 2 IFC

### Centro Comercial International Finance Centre

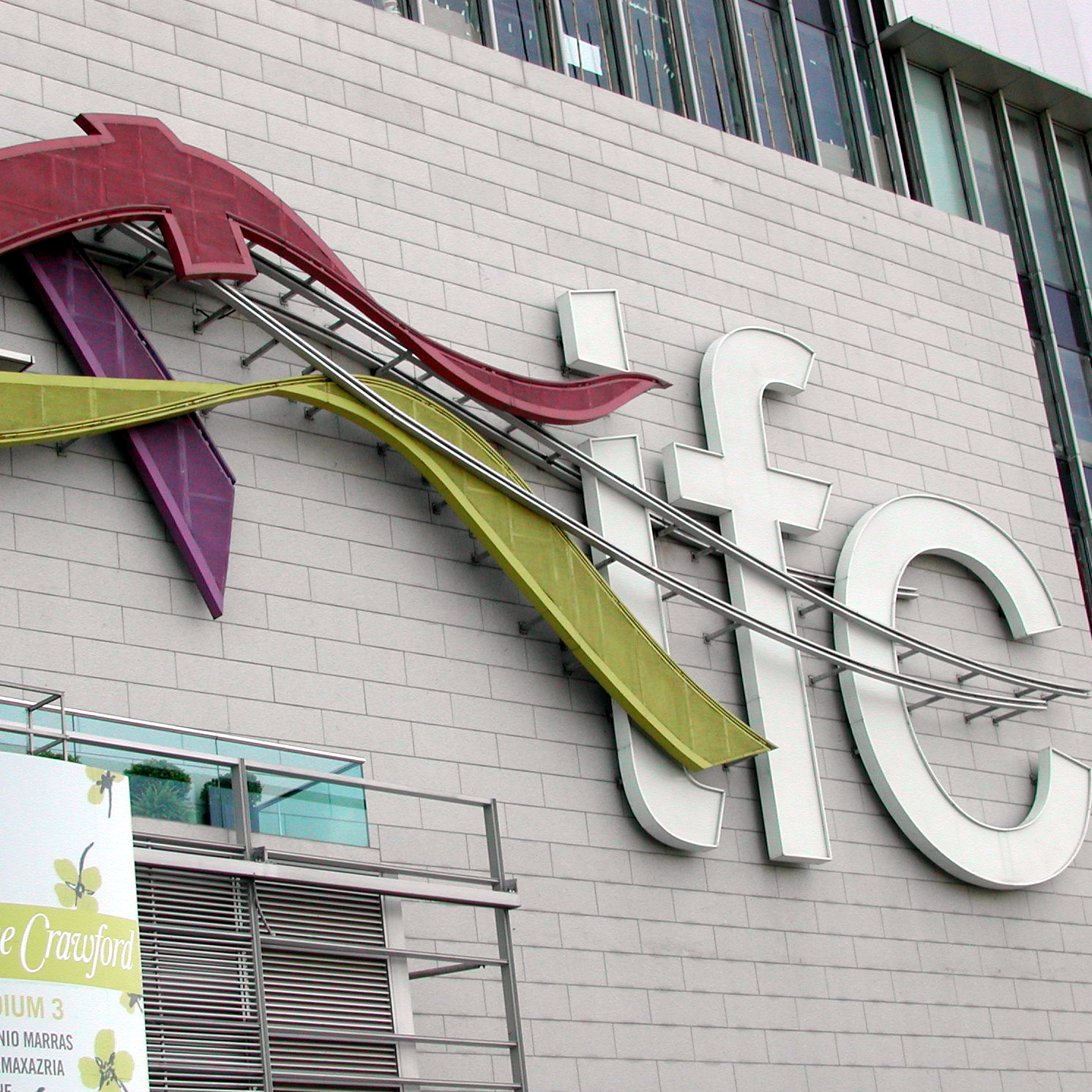
El logo del IFC en la fachada
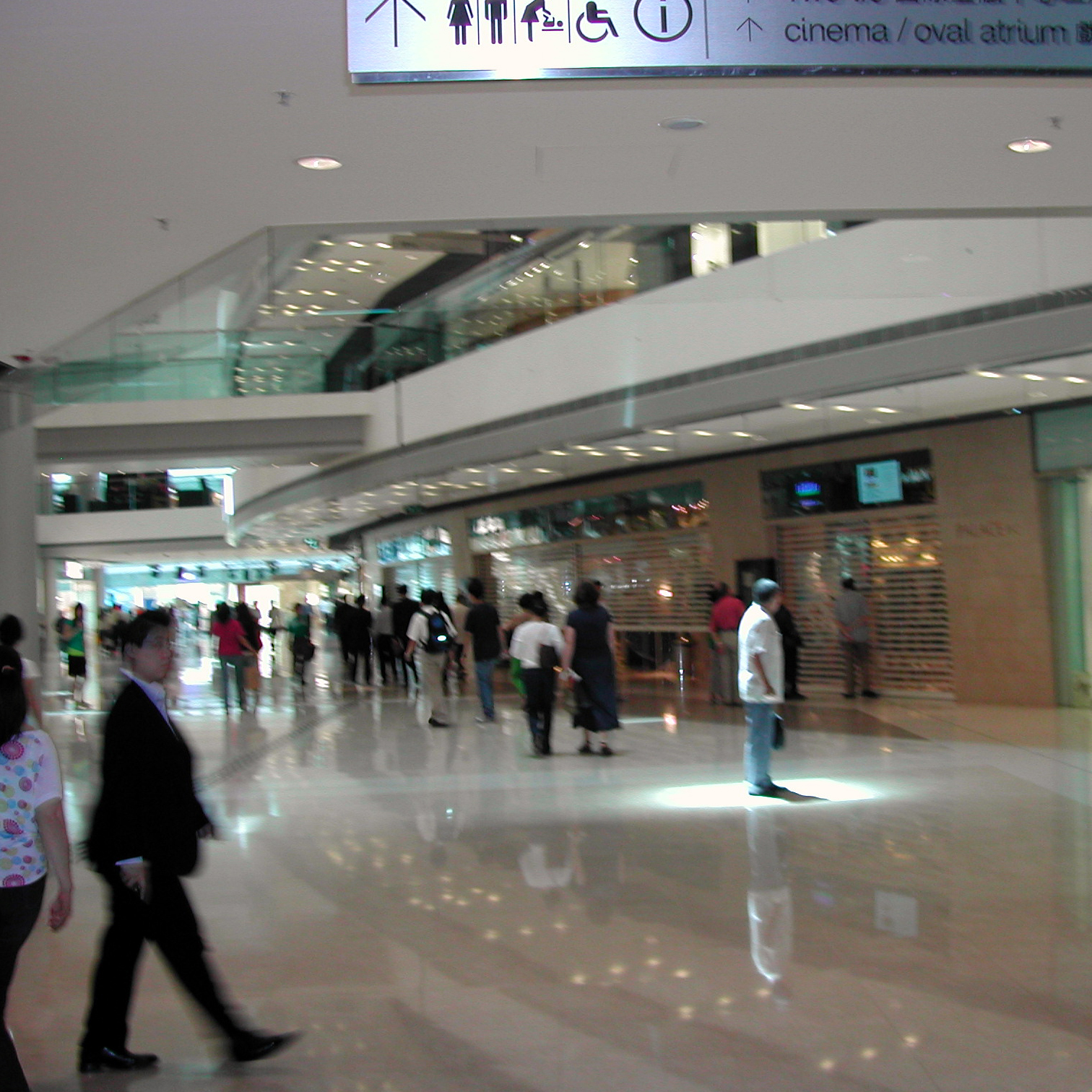
Varias tiendas y un cine dentro del centro comercial
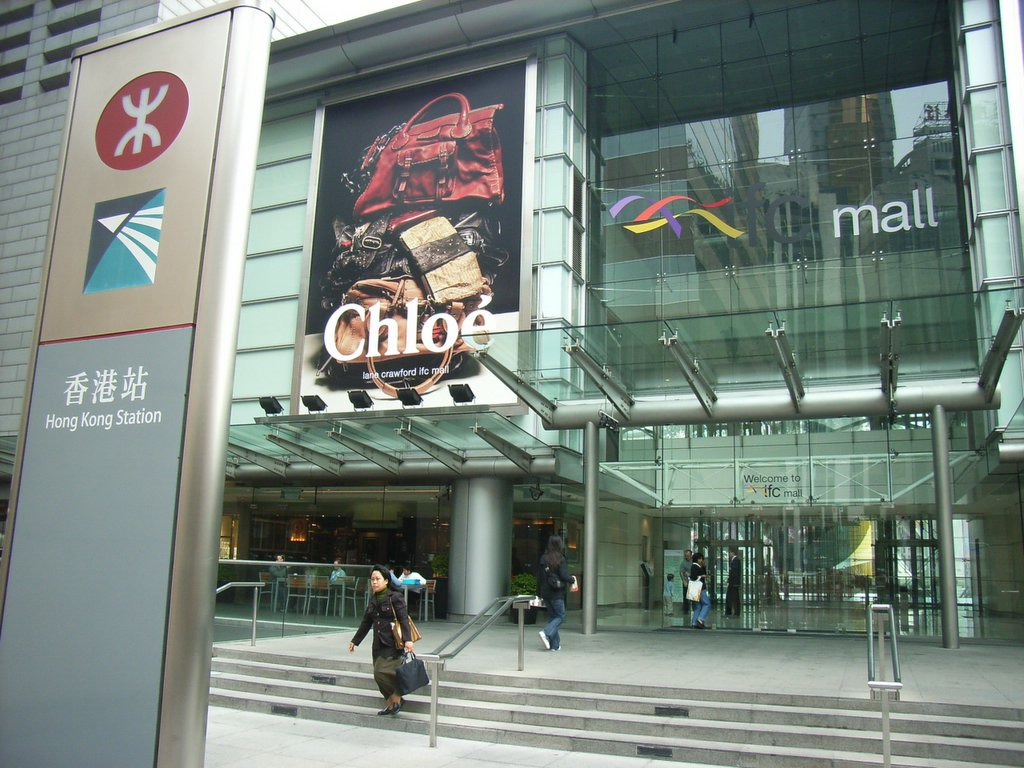
El centro comercial cerca de la Estación de Hong Kong del Metro
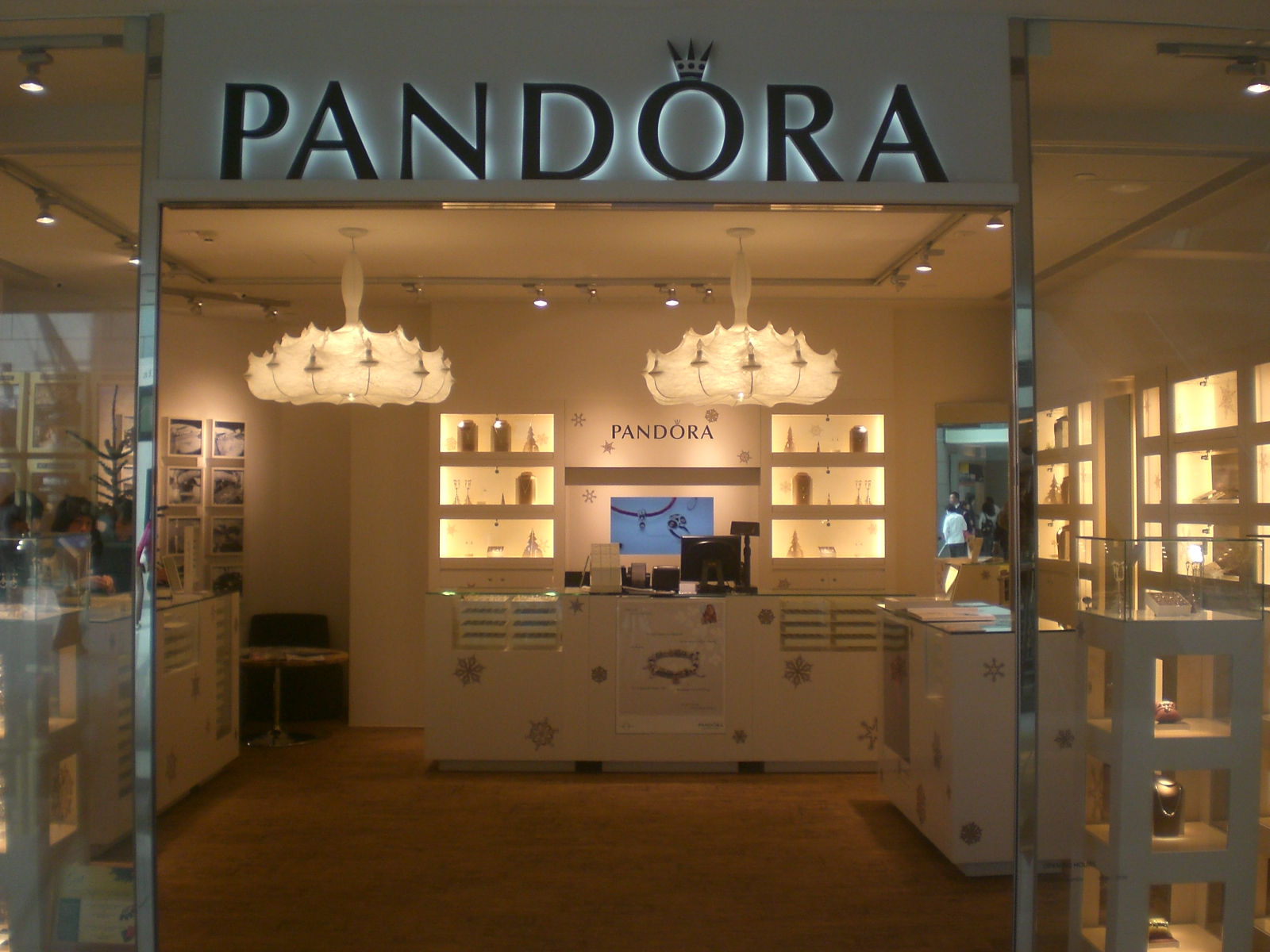
La joyería Pandora en el centro comercial IFC

### Otros

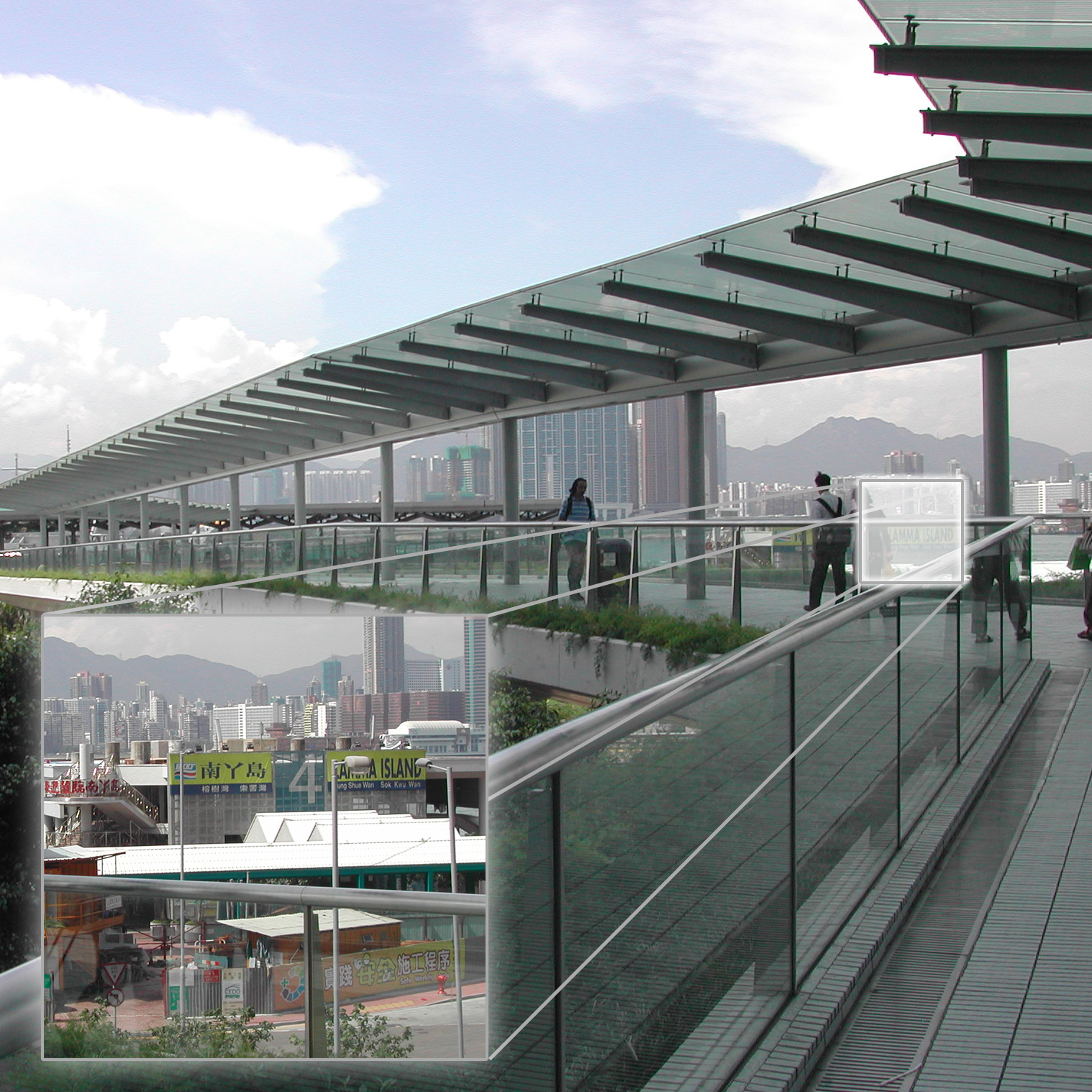
Una pasarela del IFC a los muelles exteriores de la isla, el Muelle Discovery Bay
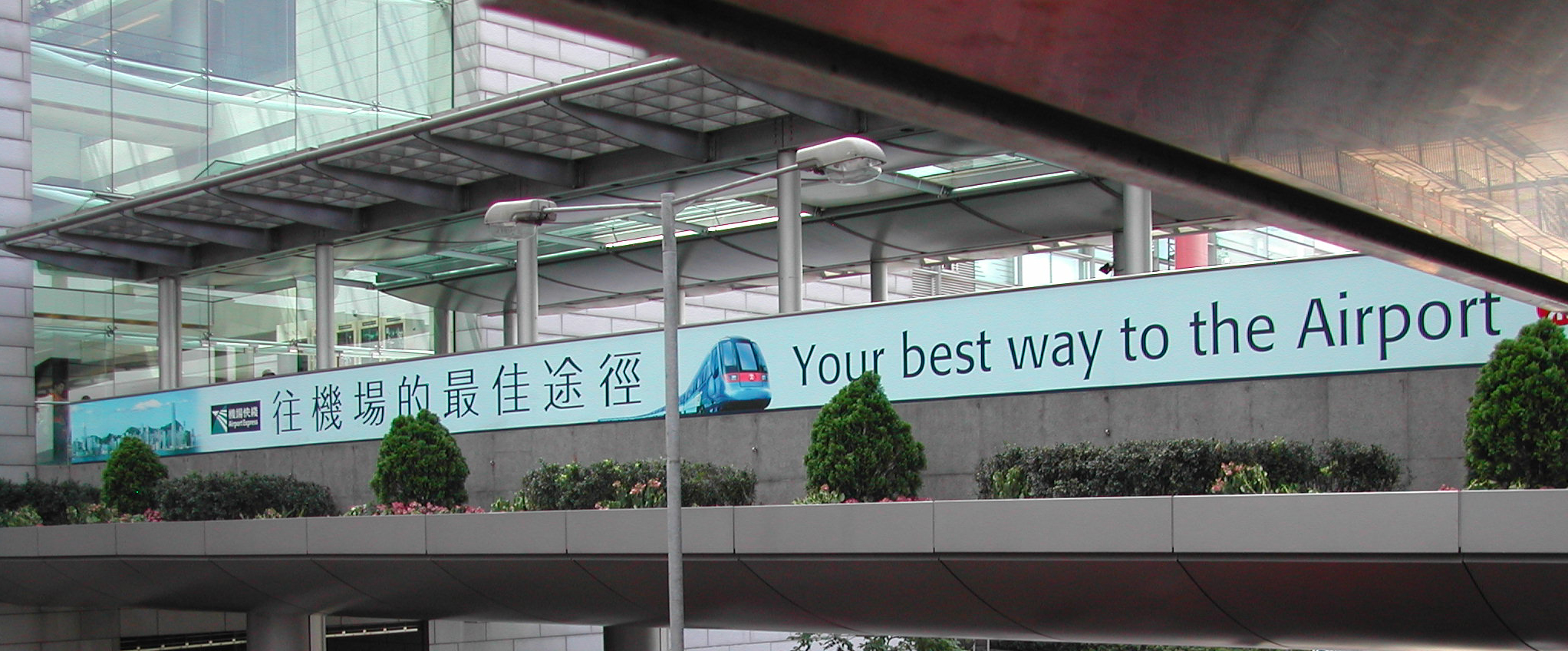
Una estación del Metro de Hong Kong está debajo del IFC
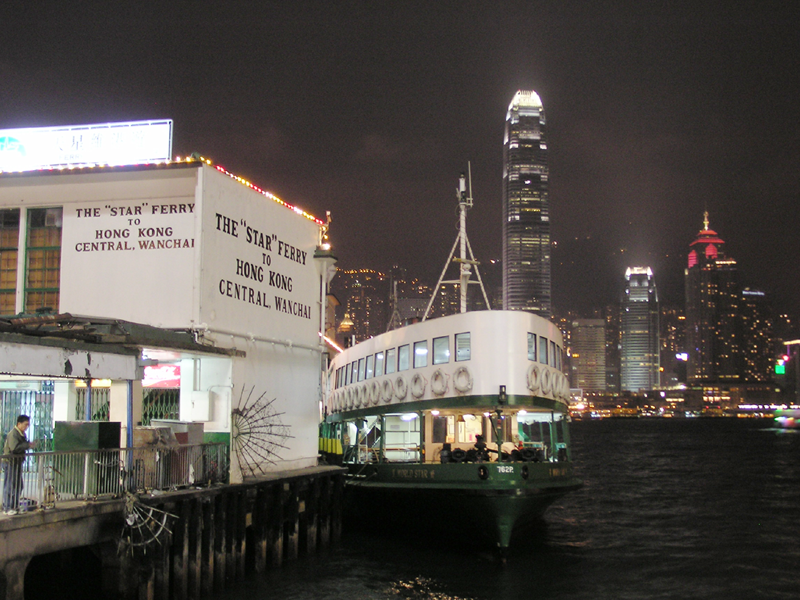
1IFC (derecha) y 2IFC (izquierda) vistos desde el Muelle Star Ferry en Tsim Sha Tsui, Kowloon
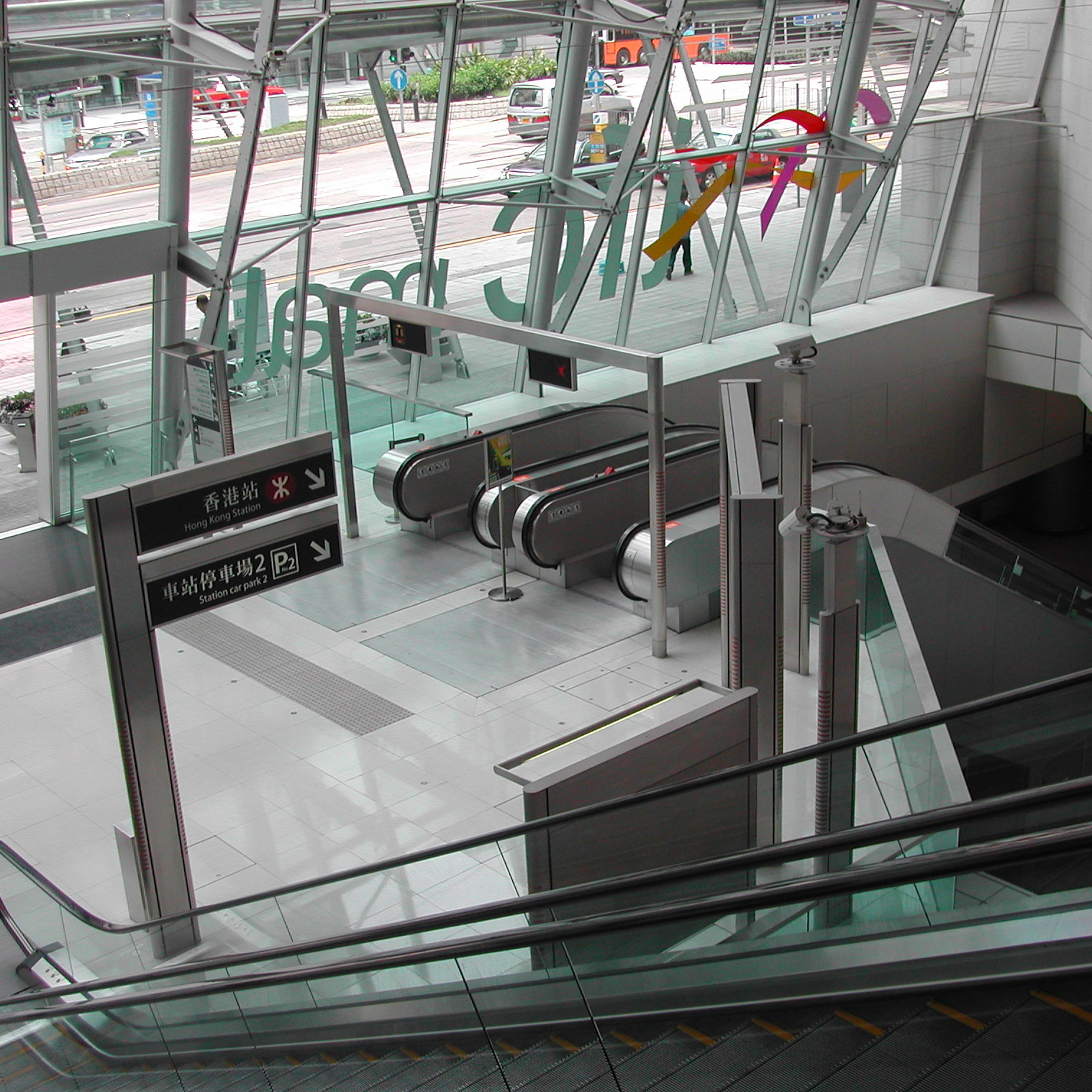
La Estación de Hong Kong en el IFC
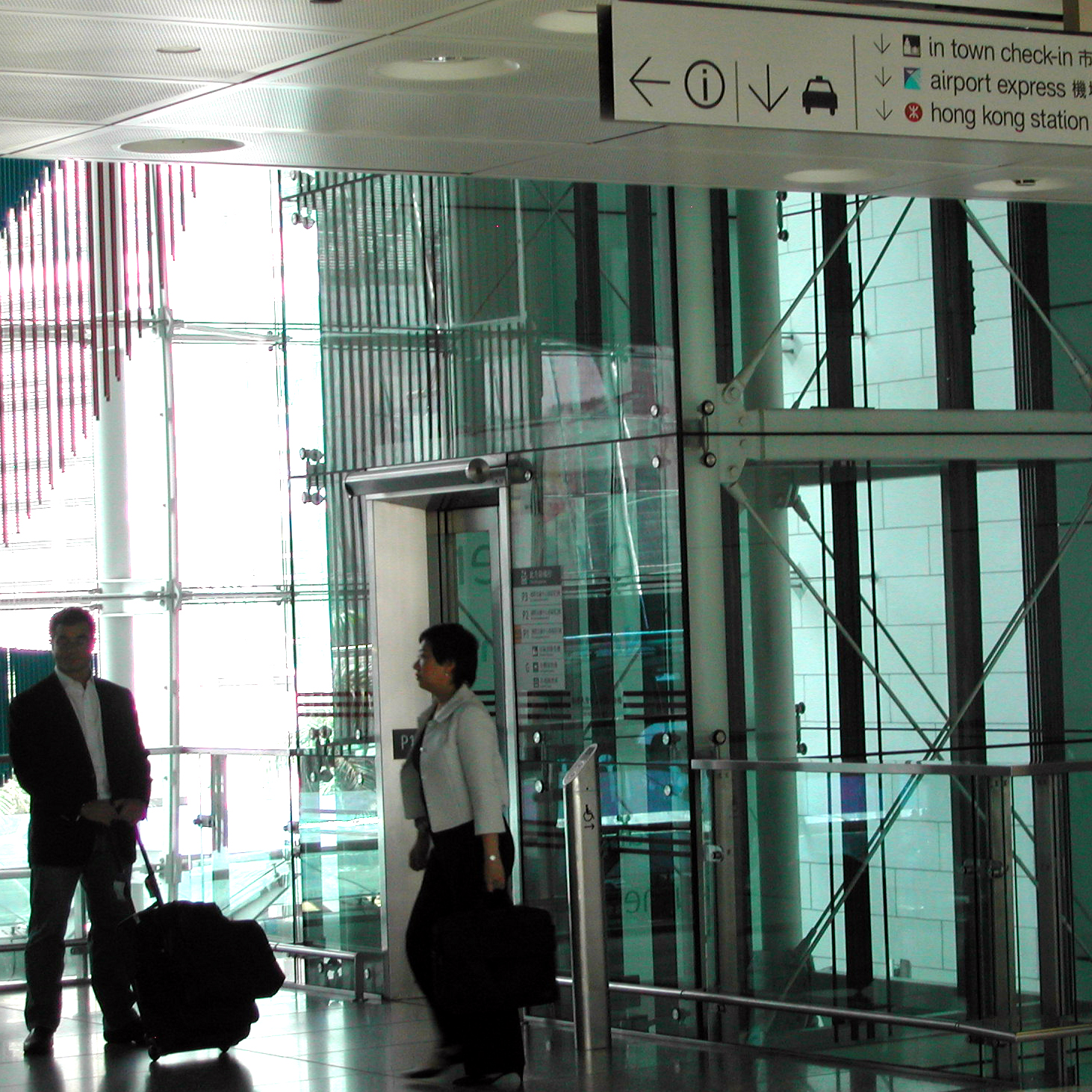
Facturación del aeropuerto en la Estación de Hong Kong, al lado del IFC